# Tempo médio até a primeira falha
O tempo médio até a primeira falha (Mean Time (to) first failure - MTFF, às vezes MTTFF) é um conceito em engenharia de confiabilidade, que descreve o tempo até a falha de componentes não reparáveis, ⁣como um circuito integrado soldado em uma placa de circuito.  Para componentes reparáveis, como uma lâmpada substituível, o conceito de tempo médio entre falhas é usado para descrever a taxa de falhas.
MTFF (tempo média até primeira falha) e MTTF (tempo médio até falha) têm significados idênticos. O principal é que se trata de uma falha irreparável e irrecuperável. Por exemplo, a falha de uma TV normalmente não é medida por esse critério porque a TV pode ser reparada. Entretanto, se o placa falhou devido a um circuito integrado queimado, a placa em si não pode ser reparado e deve ser substituída. A falha dessa placa é medida pelo tempo médio até a falha. É geralmente usado para prever a primeira falha após a fabricação.  